# Egzon Kryeziu
Egzon Kryeziu (ur. 25 kwietnia 2000 w Kranju) – słoweński piłkarz występujący na pozycji pomocnika w polskim klubie Górnik Łęczna. Reprezentant Słowenii U-21 od 2019 roku.

## Kariera klubowa

### NK Triglav Kranj
W 2017 roku został przeniesiony do seniorskiej drużyny klubu NK Triglav Kranj. W zespole zadebiutował 30 kwietnia 2017 w meczu II ligi słoweńskiej przeciwko NK Drava Ptuj (3:3). W tym samym sezonie jego drużyna zdobyła mistrzostwo 2. SNL i awansowała do 1. SNL. W najwyższej klasie rozgrywkowej zadebiutował 18 marca 2018 w meczu ligowym przeciwko ND Gorica (1:1). Pierwszą bramkę w barwach klubu zdobył 18 sierpnia 2018 w meczu przeciwko NK Celje (1:3).

### Lechia Gdańsk
12 lutego 2020 roku został zawodnikiem Lechii Gdańsk, podpisując z klubem dwuletni kontrakt. Od momentu dołączenia do gdańskiego klubu nie strzelił bramki w oficjalnym meczu jakichkolwiek rozgrywek.

## Kariera reprezentacyjna

### Słowenia U-17
W 2016 otrzymał powołanie do reprezentacji Słowenii U-17. Zadebiutował w niej 20 października 2016 w meczu eliminacji do Mistrzostw Europy U-17 przeciwko reprezentacji Estonii U-17 (4:1), w którym zdobył asystę.

### Słowenia U-18
W 2018 otrzymał powołanie do reprezentacji Słowenii U-18. Zadebiutował w niej 21 marca 2018 w meczu towarzyskim przeciwko reprezentacji Szwajcarii U-18 (2:1).

### Słowenia U-19
W 2018 otrzymał powołanie do reprezentacji Słowenii U-19. Zadebiutował w niej 4 września 2018 w meczu towarzyskim przeciwko reprezentacji Francji U-19 (3:3).

### Słowenia U-21
W 2019 otrzymał powołanie do reprezentacji Słowenii U-21. Zadebiutował w niej 10 czerwca 2019 w meczu towarzyskim przeciwko reprezentacji Gruzji U-21 (1:1).

## Statystyki

### Klubowe
(aktualne na dzień 30 maja 2022)
| Klub               | Sezon              | Liga               | Liga  | Liga   | Puchar kraju | Puchar kraju | Suma  | Suma   |
| Klub               | Sezon              | Liga               | Mecze | Bramki | Mecze        | Bramki       | Mecze | Bramki |
| ------------------ | ------------------ | ------------------ | ----- | ------ | ------------ | ------------ | ----- | ------ |
| NK Triglav Kranj   | 2016/17            | 2. SNL             | 2     | 0      | –            | –            | 2     | 0      |
| NK Triglav Kranj   | 2017/18            | 1. SNL             | 14    | 0      | –            | –            | 14    | 0      |
| NK Triglav Kranj   | 2018/19            | 1. SNL             | 32    | 3      | –            | –            | 32    | 3      |
| NK Triglav Kranj   | 2019/20            | 1. SNL             | 20    | 2      | –            | –            | 20    | 2      |
| NK Triglav Kranj   | Ogólnie            | Ogólnie            | 68    | 5      | 0            | 0            | 68    | 5      |
| Lechia Gdańsk      | 2019/20            | Ekstraklasa        | 2     | 0      | 2            | 0            | 4     | 0      |
| Lechia Gdańsk      | 2020/21            | Ekstraklasa        | 2     | 0      | –            | –            | 2     | 0      |
| Lechia Gdańsk      | 2021/22            | Ekstraklasa        | 13    | 0      | –            | –            | 13    | 0      |
| Lechia Gdańsk      | Ogólnie            | Ogólnie            |       |        |              |              | 19    | 0      |
| Ogólnie w karierze | Ogólnie w karierze | Ogólnie w karierze | 68    | 5      | 0            | 0            | 87    | 5      |

## Sukcesy

### NK Triglav Kranj
- Mistrzostwo 2. SNL (1×): 2016/2017

## Życie prywatne
Posiada albańskie obywatelstwo. Jego dwaj bracia, również są piłkarzami. Altin Kryeziu występuje na pozycji pomocnika w juniorskiej drużynie włoskiego zespołu SPAL, a Drilon Kryeziu na pozycji obrońcy w słoweńskim klubie NK Drava Ptuj.